# 달과 6펜스
달과 6펜스(영어: The Moon and Sixpence)는 1919년에 처음 출판된 영국의 작가 윌리엄 서머싯 몸의 소설이다.

## 줄거리
스트릭랜드는 19세기 후반 또는 20세기 초 런던의 중산층 주식 중개인이다. 소설 전반에 그는 아내와 아이들을 떠나 파리로 간다. (내레이터는 스트릭랜드 여사가 파리에 가서 남편과 이야기하려고 요청받았을 때 이야기에 직접 들어간다.) 그는 화가로서 가난하지만 도전적으로 만족한 삶을 살아가고 있다. 낙후된 호텔에서 숙박하고 질병과 배고픔에 시달리게 된다. 스트릭랜드는 자신의 예술을 통해 내부에서 그를 계속 소유하고 강요하는 것으로 보이는 것을 표현한다. 그는 상업적으로 성공했지만 진부한 네덜란드 화가 더크 스톨루브(우연히도 내레이터의 오랜 친구)의 도움을 받아 자신의 천재성을 발견하고 화가로 인정받는다. 스톨루브는 스트릭랜드가 생명을 위협하는 질병에서 회복되도록 돕지만, 자신의 아내 브란치는 스트릭랜드를 위해 그를 버린다. 스트릭랜드도 나중에 아내를 버린다. 브란치에서 실제로 추구한 것은 전적으로 깐깐한 동반자가 아닌 그림을 그리는 모델이었다. 소설의 대화에서 그가 그녀에게 이 사실을 알리고 그녀가 어쨌든 위험을 감수했다는 암시가 있다. 브란치는 자살했다 - 스트릭랜드의 예술과 아름다움에 대한 독실한 추구에서 또다른 인명 피해를 입었다. 첫번째 사상자는 자신의 확고한 목숨이며 아내와 자녀의 목숨이다.

## 같이 보기
- 마리오 바르가스 요사